# Estella (Wisconsin)
Estella – miasto w Stanach Zjednoczonych, w stanie Wisconsin, w hrabstwie Chippewa.